# Hiroshi Nakano
Hiroshi Nakano (født 23. oktober 1983) er en japansk tidligere professionel fodboldspiller.
Han har spillet for flere forskellige klubber i sin karriere, herunder Albirex Niigata, Yokohama FC og Tochigi SC.